# Derbent
Pour les articles homonymes, voir Derbent (homonymie).
« Darband » redirige ici. Pour le quartier de Téhéran, voir Darband (quartier de Téhéran).
Derbent, appelée Darband dans les ouvrages plus anciens en français (en russe : Дербе́нт Derbént, dérivé du persan : دربند Darband,), est une ville de la fédération de Russie et le centre administratif du raïon de Derbent, dans la république du Daghestan dont elle fut, historiquement, la capitale. Sa population s'élevait à 125 832 habitants en 2020. Elle est la ville la plus méridionale de Russie.
L'histoire de Derbent remonte  à plus de 5 000 ans, et plusieurs de ses monuments sont classés sur la liste du patrimoine mondial de l'UNESCO. Au cours de son histoire, qui fait d'elle la plus vieille ville de Russie, elle a été le centre de diffusion du judaïsme, du christianisme et de l'islam dans le Sud de la Russie.

## Géographie

### Situation
Derbent est situé dans la république du Daghestan, une république russe de Ciscaucasie orientale. La ville fait ainsi partie du district fédéral du Caucase du Nord, se situant à 118 km au sud-est de Makhatchkala, à 480 km de Piatigorsk, la capitale du district, ainsi qu'à 1 700 km de Moscou.
La ville, comme toute la république, est située dans le fuseau horaire MSK (heure de Moscou). Le décalage horaire appliqué par rapport au temps universel coordonné est +03:00. La ville proprement dite, incorporée dans la république sous le nom d'okroug urbain de Derbent, dans ses limites actuelles, couvre une superficie de 33,544 km2.

### Topographie et hydrographie
La ville se trouve sur la côte occidentale de la mer Caspienne, à une quinzaine de kilomètres nord de l'embouchure de la rivière Roubas, à l'endroit où les montagnes du Caucase se rapprochent le plus de la Caspienne. Cela forme ainsi une étroite bande côtière de trois kilomètres, où la ville s'est formée.
La plaine côtière de la mer Caspienne où se trouve la ville possède une pente générale vers l'est en direction de la mer. Les altitudes de la plaine vont de −80 m à −28 m au-dessus du niveau de la mer (la Caspienne est plus basse que le niveau des océans). La plaine est large de 3,5 à 4,5 km selon les endroits dans la ville. La plaine est vallonnée et en terrasses, et se transforme en plage au bord du rivage. Au-dessus de la barre des 70–135 m commencent les contreforts du Grand Caucase, une chaîne du Caucase. Les contreforts sont un ensemble de collines en forme de plateau, coupées par un réseau dense de ravins profonds (jusqu'à 50–70 m de profondeurs), avec de fortes inclinaisons de pente, jusqu'à 30 à 40°. Près de la plaine côtière, les contreforts descendent dans une corniche d'environ 50 m de haut.
Le seul cours d'eau de la ville est le petit fleuve côtier Soukhodol dans le nord de la municipalité. Il prend sa source dans un ravin du versant nord du mont Djalgan, avant de couler vers le nord pour se jeter dans la Caspienne. Pendant la période estivale et automnale, il s'assèche, car il est surtout alimenté par la neige et la pluie. Par ailleurs, il y a plusieurs canaux d’irrigation, dont le principal est le canal de Samur-Derbent. Il a été construit dans les années 1960 pour irriguer les terres agricoles du sud de la République, et a fait l'objet de travaux en 2015 pour être élargi et nettoyé.

### Climat
Le climat est de type pontique, soit continental froid en hiver (dominante « Dfc »), mais subtropical humide en été (dominante « Cfa »). Son climat est influencé par la mer Caspienne et par le piémont du Caucase. La mer Caspienne permet des automnes longs et chauds, et des printemps en retards. Les hivers sont doux, la neige ne dure qu'en moyenne deux semaines par an. Le mois le plus froid est généralement février, et l'été est long et chaud. Les précipitations annuelles sont faibles, et la moitié de la quantité totale tombe sur la période chaude, d'avril à octobre. Les vents dominants sont du nord-ouest de décembre à février, et du nord-ouest et du sud-ouest pour le reste de l'année.
La période sans gel dure environ 270 jours. La date des premières gelées en automne est en moyenne le 30 novembre, tandis que la date moyenne du dernier gel au printemps est le 25 mars. Les premières neiges tombent généralement vers le 23 décembre, et il n'y a plus à tomber en moyenne au-delà du 26 février. Il y a en moyenne 18 jours de neige par an, mais il n'y en a pas certaines années. La hauteur maximale d'enneigement est de 26 cm.
| Mois                                        | jan.       | fév.     | mars      | avril     | mai       | juin      | jui.      | août      | sep.      | oct.      | nov.      | déc.       | année     |
| ------------------------------------------- | ---------- | -------- | --------- | --------- | --------- | --------- | --------- | --------- | --------- | --------- | --------- | ---------- | --------- |
| Température minimale moyenne (°C)           | 1          | 0,8      | 3,6       | 7,8       | 13,5      | 18,8      | 21,9      | 22        | 17,7      | 12,3      | 6,7       | 2,9        | 10,8      |
| Température moyenne (°C)                    | 3,2        | 3        | 5,9       | 10,8      | 17        | 22,7      | 25,7      | 25,7      | 21,1      | 15,3      | 9,2       | 5,1        | 13,7      |
| Température maximale moyenne (°C)           | 5,8        | 5,7      | 8,9       | 14,5      | 21,1      | 26,9      | 29,8      | 29,8      | 25        | 18,7      | 12,1      | 7,7        | 17,2      |
| Record de froid (°C) date du record         | −18,9 1972 | −19 1969 | −9,1 1963 | −3,1 2004 | 4,1 1952  | 8,5 1978  | 12,9 1992 | 10,7 1983 | 5,1 1956  | −3,4 1976 | −9,7 1953 | −14,2 1946 | −19 1969  |
| Record de chaleur (°C) date du record       | 18,6 2023  | 21 2024  | 28,3 2008 | 34,2 2003 | 32,5 2021 | 36,1 2019 | 37,7 2020 | 38,8 1998 | 34,7 2022 | 28 2003   | 28 1946   | 19,4 2010  | 38,8 1998 |
| Ensoleillement (h)                          | 72         | 73       | 102       | 158       | 227       | 260       | 275       | 248       | 193       | 133       | 86        | 67         | 1 894     |
| Précipitations (mm)                         | 31         | 37       | 24        | 19        | 21        | 16        | 24        | 24        | 45        | 59        | 58        | 46         | 404       |
| Record de pluie en 24 h (mm) date du record | 20 1957    | 46 1992  | 36 2021   | 55 1973   | 53 1981   | 66 1943   | 111 1999  | 113 1939  | 75 1980   | 81 1996   | 92 2000   | 45 2012    | 113 1939  |
| Nombre de jours avec précipitations         | 11         | 10,9     | 8,7       | 6,1       | 5,9       | 5,8       | 4,9       | 5,2       | 7,3       | 9,3       | 10,6      | 11,2       | 96,8      |

| Diagramme climatique                                  |          |          |           |            |            |            |          |          |            |           |          |
| J                                                     | F        | M        | A         | M          | J          | J          | A        | S        | O          | N         | D        |
| 5,8131                                                | 5,70,837 | 8,93,624 | 14,57,819 | 21,113,521 | 26,918,816 | 29,821,924 | 29,82224 | 2517,745 | 18,712,359 | 12,16,758 | 7,72,946 |
| Moyennes : • Temp. maxi et mini °C • Précipitation mm |          |          |           |            |            |            |          |          |            |           |          |

### Pollution
En raison des déchets dans le lit du Soukhodol, l'eau de celui-ci est fortement polluée. La mer Caspienne est aussi polluée, les politiques environnementales n'étant pas respectées.

## Urbanisme

### Occupation des sols
L'occupation des sols de la municipalité, telle qu'elle ressort du plan directeur de la ville, montre une forte part d'espaces artificialisées. La répartition détaillée en 2022 est la suivante d'après la mairie:
| Année                                                                   | 2022 (ha) | %    |
| ----------------------------------------------------------------------- | --------- | ---- |
| Zones résidentielles                                                    | 959,4     | 28,6 |
| Zones publiques et commerciales                                         | 226,9     | 6,8  |
| Zone de production, zone d’ingénierie et d’infrastructures de transport | 683,7     | 20,4 |
| Zone de loisirs                                                         | 71,6      | 2,1  |
| Zones agricoles                                                         | 1034,6    | 30,8 |
| Zones à usage spécial                                                   | 63,2      | 1,9  |
| Zone de territoires restreints                                          | 1,1       | 0    |
| Plans d'eau                                                             | 102,9     | 3,1  |
| Autres                                                                  | 210, 9    | 6,3  |
| Total                                                                   | 3354.4    | 100  |

### Voies de communications et transports

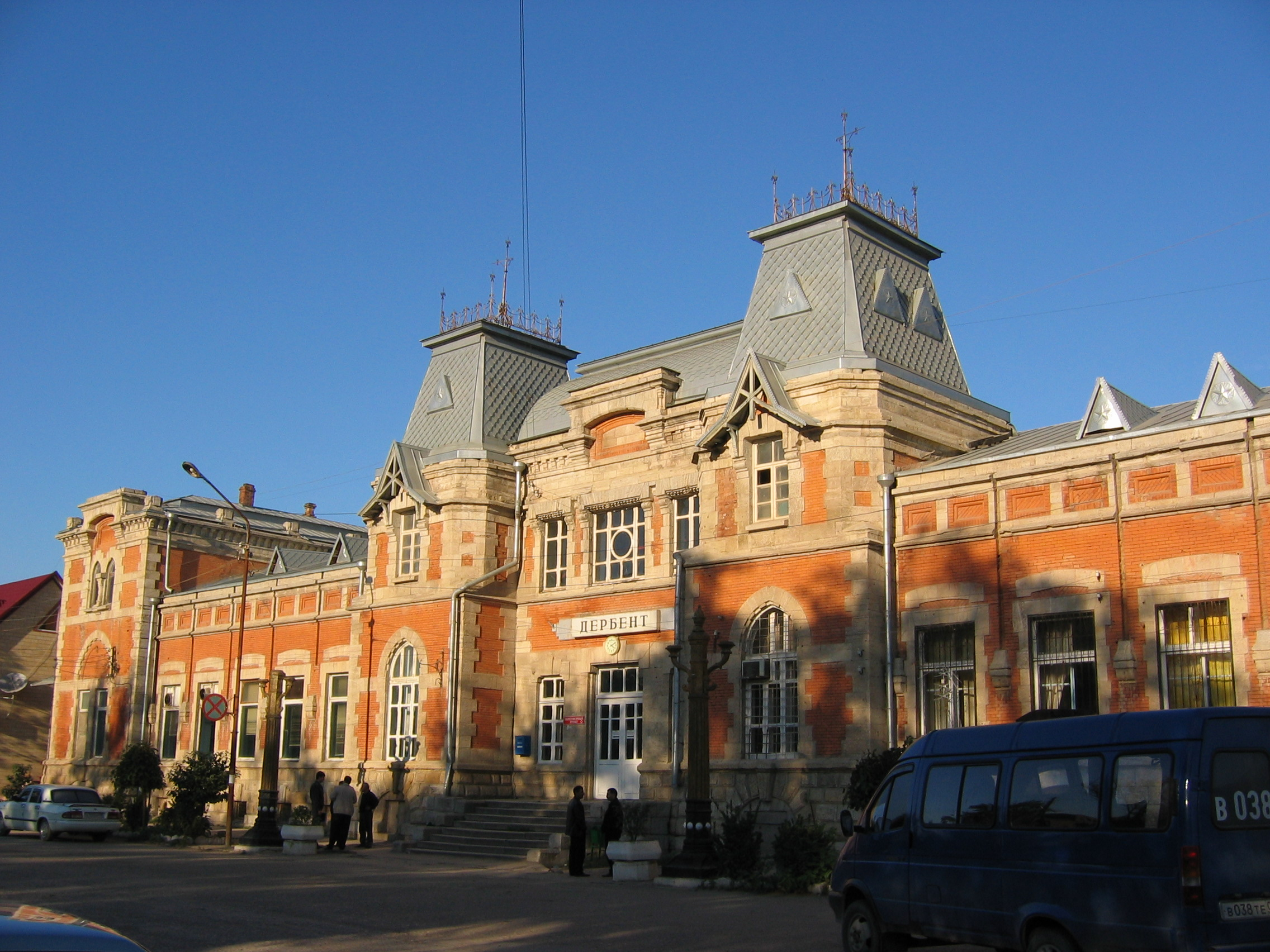
Gare de Derbent.

La route fédérale R217, route reliant la M4 à la frontière avec l'Azerbaïdjan en desservant les villes de Ciscaucasie, passe dans l'ouest de la ville.

## Toponymie
La ville se situe à l'endroit où les montagnes du Caucase se rapprochent le plus de la mer Caspienne, formant un passage étroit pouvant être contrôlé par une forteresse : elle a connu plusieurs surnoms dus à cette caractéristique géographique. En persan, « dar » signifie « porte » tandis que « band » signifie « nœud, serrure ». Elle était appelée la Porte Albanaise ou la Porte Caspienne par les Grecs, et les auteurs arabes l'appelèrent la porte Principale (Bab-al-Abwab). Les Turcs la nommèrent la Porte de Fer (Temir Kapysy) et les Géorgiens la Porte de la Mer (Dzgvis-Kari).

## Histoire

### Préhistoire et Antiquité
Derbent est la ville la plus ancienne de l'actuelle fédération de Russie. Les premiers établissements urbains y apparurent à l'Âge du bronze, à la fin du IVe millénaire av. J.-C., c'est-à-dire il y a 5 000 ans. La ville est mentionnée sous le nom de « Portes des Caspiens » — Πύλοι τών Κασπιανών — au VIe siècle av. J.-C., par le géographe grec Hécatée de Milet, qui précise qu'on y trouve aussi des Ibériens, des Hyrcaniens, des Mèdes, des Scythes, des Grecs et des Arméniens. Selon une légende, Derbent aurait été fondée par Marpésia, une reine des Amazones d'origine gothique. Quant à la « Porte de fer » dont on attribue l'édification à Alexandre le Grand pour contenir les nomades du Nord, elle est souvent tenue pour légendaire quoique Flavius Josèphe déjà la mentionne vers l'an 80.

### Moyen-Âge
Au Moyen Âge, la ville était fortifiée : deux murailles plus ou moins parallèles, construites par les Perses au Ve siècle et allant de la montagne à la mer, la protégeaient au nord et au sud ; selon d'Ohsson, leurs murs avaient 40 m de haut, et une grande porte de fer défendait au nord l'entrée de la ville. Derbent a été contrôlée successivement par les Sassanides, les Arabes, l'Empire mongol et l'Empire timouride. Après avoir été d'abord christianisée par les nestoriens, elle fut islamisée par les Arabes qui la nomment Bab al-Abwâb (en arabe : bāb al-ʾabwāb, باب الأبواب : « porte des portes »). Outre les Arabes, on y trouvait alors des Alains, des Avars, des Azéris, des Darguines, des Géorgiens, des Juifs, des Khazars, des Laks, des Lezguiens, des Nogaïs, des Pontiques, des Routouls, des Tabassarans et des Turcs qui la nomment Demir Kapı (« Porte de fer »). En outre, le port était une escale des Varègues descendus par la Volga pour commercer avec l'Iran.

### Temps modernes
Derbent fut une des résidences des Chirvanchahs dont la dernière lignée issue de Ibrahim Ier Derbendy b. Sultan Muhammad b. Kay Qubadh est originaire de la cité.
La ville de Derbent et ses environs sont décrits en 1624 par le marchand Fédot Afanassiévitch Kotov dans son Itinéraire de Moscou au royaume de Perse commandé par le ministère des Finances de la nouvelle dynastie Romanov afin de développer les relations diplomatiques et commerciales entre l'Europe et la Perse dont la nouvelle route passe par la Russie afin d'éviter l'Empire ottoman.
Le tsar de Russie, Pierre Ier le Grand s'empare de Derbent en septembre 1722 et nomme comme khan un certain imam Kouli. les russens en perdent le contrôle en 1735 à la suite du traité de de Ganja. Sans égard pour les droits de Mohammad Hassan Khan (fils d'Iman Kouli), Nader Chah place un sultan perse à la tête de la ville. À la mort de Nader Chah en 1747, Mohammad Hassan Khan devient khan de Derbent où il se maintient jusqu'en 1766. À cette date, Fetih Ali Khan, puissant khan de Kouba, soumet la ville. Derbent est une nouvelle fois occupée par les Russes en 1775. Fetih Ali Khan reconnait leur suzeraineté, ce qui lui permet de développer sa puissance et de rendre tributaires le khanat de Bakou et le khanat de Chirvan.
En 1789 après la mort de Fetih Ali, son fils aîné Ahmed lui succède comme khan pour quelques années avant de disparaître à son tour et d'être remplacé par son frère Shéïk Ali. Celui-ci reconnaît à nouveau la suzeraineté russe sur la ville en 1795 mais de facto, il est indépendant, et Derbent est prise une nouvelle fois par l'expédition russe en Perse de 1796, menée par le général Zoubov qui remet la ville à Hassan, le frère de Shéïk Ali. Après l'accession au trône de l'empereur de Russie Paul Ier, Derbent et Kouba sont rendues à Shéïk Ali à la mort de son frère Hassan.
La protection que Shéïk Ali accorde à Hussein Kouli de Bakou, meurtrier du général russe Paul Tsitsianov en 1806, génère une nouvelle intervention militaire des Russes qui prennent Derbent pour la quatrième fois le 21 juin 1806. Ils annexent la ville bien qu'ils laissent la région sous l'autorité du Chamkhal de Tarki.

### Période russe
Le traité de Golestan confirme que Derbent est rattachée à l'Empire russe en 1813. Elle devient chef-lieu du gouvernement de Derbent en 1846 et entre dans l'oblast du Daghestan en 1860. C'est le début de son essor économique lié notamment à l'exploitation de la garance des teinturiers, qui figure sur les armoiries de la ville. Derbent est reliée par le chemin de fer à Petrovsk-Port (aujourd'hui Makhatchkala) et à Bakou en 1898.

## Politique et administration

### Résultats électoraux
Le raïon fait partie de la circonscription centrale du Daghestan (n°11) pour les élections législatives russes.
| Scrutin             | 1er tour | 1er tour | 1er tour | 1er tour | 1er tour | 1er tour | 1er tour | 1er tour | 1er tour | 1er tour | 1er tour  | 1er tour | 2d tour                  | 2d tour                  | 2d tour                  | 2d tour                  | 2d tour                  | 2d tour                  | 2d tour                  | 2d tour                  |
| Scrutin             | 1er      | 1er      | %        | 2e       | 2e       | %        | 3e       | 3e       | %        | 4e       | 4e        | %        | 1er                      | %                        | 2e                       | %                        | 3e                       | %                        | 4e                       | %                        |
| ------------------- | -------- | -------- | -------- | -------- | -------- | -------- | -------- | -------- | -------- | -------- | --------- | -------- | ------------------------ | ------------------------ | ------------------------ | ------------------------ | ------------------------ | ------------------------ | ------------------------ | ------------------------ |
| Présidentielle 2012 |          | ER       | 97,08    |          | KPRF     | 2,26     |          | SRZP     | 0,35     |          | SE        | 0,09     | Victoire au premier tour | Victoire au premier tour | Victoire au premier tour | Victoire au premier tour | Victoire au premier tour | Victoire au premier tour | Victoire au premier tour | Victoire au premier tour |
| Législatives 2016   |          | ER       | 89,27    |          | KPRF     | 5,63     |          | SRZP     | 2,16     |          | Patriotes | 0,98     | Tour unique              | Tour unique              | Tour unique              | Tour unique              | Tour unique              | Tour unique              | Tour unique              | Tour unique              |
| Présidentielle 2018 |          | ER       | 91,24    |          | KPRF     | 7,50     |          | KR       | 0,20     |          | GRANI     | 0,19     | Victoire au premier tour | Victoire au premier tour | Victoire au premier tour | Victoire au premier tour | Victoire au premier tour | Victoire au premier tour | Victoire au premier tour | Victoire au premier tour |
| Législatives 2021   |          | ER       | 83,74    |          | SRZP     | 5,42     |          | KPRF     | 3,94     |          | LDPR      | 3,41     | Tour unique              | Tour unique              | Tour unique              | Tour unique              | Tour unique              | Tour unique              | Tour unique              | Tour unique              |

### Jumelages
| Ville | Ville     | Pays | Pays        |
| ----- | --------- | ---- | ----------- |
|       | Gandja    |      | Azerbaïdjan |
|       | Hadera    |      | Israël      |
|       | Kronstadt |      | Russie      |
|       | Pskov     |      | Russie      |
|       | Yakima    |      | États-Unis  |

## Population et société

### Démographie
Recensements ou estimations de la population :
| 1856   | 1886   | 1897*  | 1926*  | 1931   | 1939*  | 1959*  |
| ------ | ------ | ------ | ------ | ------ | ------ | ------ |
| 15 265 | 15 300 | 14 649 | 23 111 | 27 500 | 34 052 | 47 318 |

| 1970*  | 1979*  | 1989*  | 2002*   | 2010*   | 2012    | 2013    |
| ------ | ------ | ------ | ------- | ------- | ------- | ------- |
| 57 192 | 69 575 | 78 371 | 101 031 | 119 961 | 119 476 | 119 813 |

| 2014    | 2015    | 2016    | 2017    | 2018    | 2019    | 2020    |
| ------- | ------- | ------- | ------- | ------- | ------- | ------- |
| 120 470 | 121 251 | 122 354 | 123 162 | 123 720 | 124 677 | 125 832 |

### Ethnies
Au recensement russe de 2002, la population de Derbent se composait de :

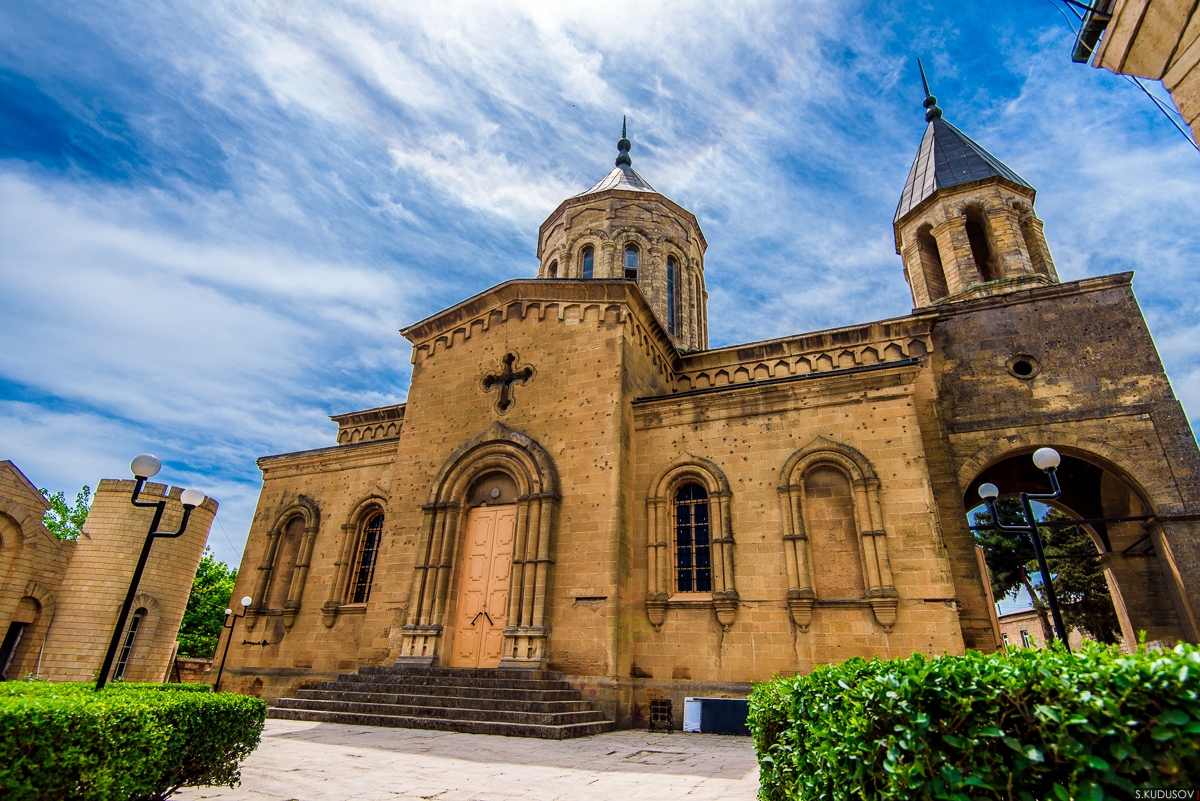
Impacts de balles sur la façade de l'église arménienne de Derbent, datant d'août 1999.

- 32,6 % de Lezghiens.
- 31,7 % d'Azéris.
- 15,4 % de Tabassarans.
- 5,5 % de Darguines.
- 5 % de Russes.
- 2,9 % d'Agules.
- 2,0 % de Juifs des montagnes.
- 0,7 % de Routouls.
- 0,5 % de Koumyks.
- 0,4 % d'Avar.
- 0,4 % de Laks.

### Éducation
Le système scolaire de Derbent est représenté par le système préscolaire, le système d'enseignement général et le supérieur. Le système préscolaire de la ville est surchargé, avec 27 établissements conçus pour accueillir 3 820 écoliers mais en accueillant en 2021 4 591. Et seulement environ 60 % des enfants de moins de 7 ans ont accès à l’éducation préscolaire dans la ville à cause de ce manque d'infrastructures.
Le système d'enseignement général compte 27 établissements d'une capacité totale de 13 925 places, mais qui sont eux aussi surchargés, accueillant 18 588 écoliers en 2021. La ville possède un système d'enseignement complémentaire, composé d'établissements privés et d'autres publics. Il y a des écoles de sports, de musique et d'arts. En 2021, le système comptait 13 établissements pour 4 274 écoliers.
En outre, la ville compte 10 établissements d'enseignement secondaire professionnel et 8 établissements d'enseignement professionnel supérieur.

### Religion
La majorité de la population de Derbent professe l'islam sunnite, sauf les Azéris qui sont de tradition chiite, les chrétiens (principalement russes et arméniens) et les juifs, parmi lesquels on distingue trois groupes : les ashkénazes, les sépharades et les juhuros. Le 7 août 1999, Derbent a été le théâtre d'un bref raid de rebelles wahabbites tchétchènes qui ont mitraillé les façades des églises et de la synagogue. Le 12 août 1999, alors qu'ils retournaient vers les montagnes, les rebelles furent bombardés par l'aviation russe.
En juin 2024, lors des attentats de 2024 au Daghestan sur une église et une synagogue de la ville fait plusieurs morts,.

## Culture locale et patrimoine

### Monuments et lieux culturels
L'ensemble de la Citadelle, vieille ville et forteresse de Derbent fait partie des sites du patrimoine mondial de l'UNESCO.

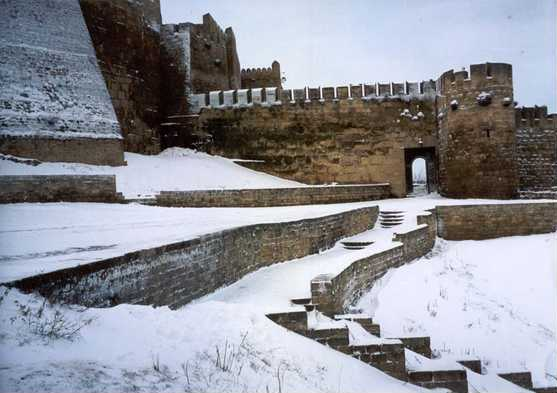
Vue de la forteresse de Derbent en hiver.
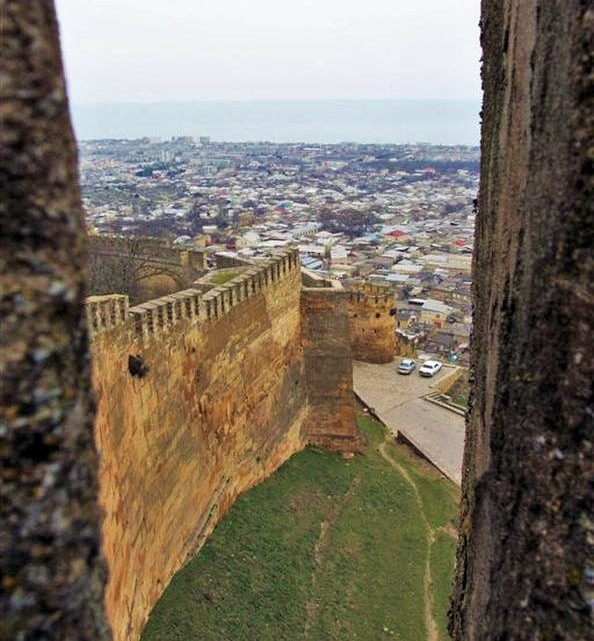
Muraille de Derbent.

### Personnalités
- Hadji Khanmammadov (1918-2005), compositeur et chef d’orchestre azerbaïdjanais.
- Israel Tsvaygenbaum (1961-) peintre russo-américain.
- Suleyman Kerimov (1966-), milliardaire russe